# Verkoperen
Verkoperen is het bedekken van een voorwerp met een laagje koper.
Je kan een metalen voorwerp verkoperen door het aan de negatieve pool van een stroombron te hangen in een oplossing van kopersulfaat. (zie elektrodepositie)

## Alkalisch verkoperen
Het elektrolytisch verkoperen van ijzer moet onder sterk reducerende omstandigheden plaatsvinden anders wordt het metaal op een oxidelaag afgescheiden en is er onvoldoende hechting tussen het ijzer en het koper.
De elektrolyt bestaat uit een oplossing van NaCN en CuCN in water. Deze oplossing is alkalisch en bevat Cu(CN)4 (-) ionen. Hierin is het eenwaardige koper dus als een complex anion aanwezig. Het koper wordt op de ijzerkathode onder gelijktijdige waterstofontwikkeling neergeslagen volgens de reacties:

Cu(CN)43−     +      e     →      4CN−      + Cu
2H2O            +     2e     →       H2       + 2OH−
Door het goede geleidingsvermogen van deze sterk alkalische elektrolyt en het feit dat het rendement voor de koperafscheiding afneemt met hogere stroomdichtheid is het spreidend vermogen over de kathode heel goed. Dat betekent dat overal op de kathode het koper wordt neergeslagen en dus ook op de achterzijde.
Ook op zink of aluminium kan met dit type elektrolyt een koperlaagje kathodisch worden afgescheiden. Maar dan moeten deze metalen wel tevoren in een NaOH oplossing worden aangeëtst. 
Het complexe cupro-ion is kleurloos. Als er toch een blauw-groene verkleuring optreedt moet er extra NaCN worden toegevoegd.
Uiteraard is deze cyanideoplossing giftig. Daarom moet er een fles met chloor-bleekloog in de buurt staan om eventueel gemorste oplossing direct te oxideren. De koperanode lost moeilijk op in deze elektrolyt. Daarom kiest men hier vaak voor een titaan-anode en wordt er maar heel weinig koper aan deze elektrolyt onttrokken. Als men een dikke laag wil gaat men verder met het zuur verkoperen.

## Zuur verkoperen
Dit gaat vanuit een CuSO4 oplossing waaraan een vrij grote hoeveelheid zwavelzuur moet worden toegevoegd om het geleidingsvermogen te vergroten en daarmee het spreidend vermogen te verbeteren. Dat is noodzakelijk omdat het Cu2+ zo gemakkelijk, met zeer geringe overspanning, kan worden afgescheiden. Dit is een karakteristiek verschil met het galvanisch vernikkelen waarbij het metaal wel met een grote overspanning  wordt afgescheiden en het geleidingsvermogen van de elektrolyt niet zo erg van belang is.
De achtergrond hiervan is het Jahn-Teller effect dat maakt dat de watermantel van 6H2O rondom het Cu2+-ion er maar heel losjes omheen zit en gemakkelijk wordt losgelaten. Bij het Ni2+-ion treedt dit effect niet op en wordt de watermantel veel steviger vastgehouden.
Het stroomrendement bij het zuur verkoperen is praktisch 100%. Ook het rendement aan de koperanode is 100%. Dit geeft aan deze elektrolyt dus een lange gebruiksduur.